# Bigio Gerardenghi
Bigio Gerardenghi, né le 7 août 1876 à Dronero et mort le 24 mars 1957 à São Paulo, est un peintre italien.

## Biographie
Bigio Gerardenghi naît le 7 août 1876 à Dronero,.
Il vit en permanence à Avigliano, mais, comme il le déclare lui-même, dans un élan sympathique d'admiration et d'affection pour Naples, il se sent napolitain, car son éducation et son sentiment artistiques sont nés en lui et se sont développés exclusivement à Naples.
Il peint le pays avec une étude diligente et ses tableaux plaisent aux connaisseurs d'art.
En plus des expositions nationales, qui sont mentionnées ici, il participe à plusieurs Promotrici d'Italia : à Florence, Milan et Turin, en 1903, 1904 et 1905.
Il expose également au Salvator Rosa de Naples de 1904 à 1911.
Lors des expositions de 1904 et 1906, les tableaux Impressione et Nubi sull'orizzonte sont achetés par la Société et donnés respectivement au ministère de l'Agriculture, de l'Industrie et du Commerce et au Circolo degli Amici di Parabita (Lecce) ; Dintorni  di  Avigliano esté acheté par la mairie de Naples; lors de l'exposition de 1911, Giornata  grigia est acheté par la province de Naples; 'Solitudine est acheté par la Comm. Eugenio Vilers, directeur des Tramways napolitains ; Macchietta et Nevicata, offerts par l'auteur à la Société, sont achetés respectivement par le Comm. Angelo Orlando et la Mairie de Naples.
Nubi sull'orizzonte, représentant une esplanade marécageuse non cultivée, dans laquelle des bassins d'eau sont parsemés dans un effet de coucher de soleil avec des nuages, où la lueur jaunâtre se reflète dans l'eau, est une œuvre exécutée avec de belles observations picturales et un coup de pinceau désinvolte et impressionnant.
D'autres œuvres de Gerardenghi sont achetées par des personnalités.
Bigio Gerardenghi meurt en 1957.